# Последний вопрос
Последний вопрос (Последняя проблема; англ. The Last Question) — рассказ американского писателя Айзека Азимова на стыке научной фантастики, теологии и философии. Опубликован в ноябре 1956 года. Это был любимый рассказ Азимова.

## Сюжет
Повествование начинается в 2061 году. В каждом из первых шести фрагментов представитель Человечества все более далёкого будущего ставит перед вычислительным устройством, называемым «Мультивак») один и тот же вопрос, а именно: как можно предотвратить угрозу человеческому существованию, создаваемую тепловой смертью Вселенной. Вопрос по-другому мог быть сформулирован так: «как можно уменьшить чистую энтропию Вселенной?». Это эквивалентно вопросу: «можно ли обратить вспять работу второго закона термодинамики?». Каждый раз единственный ответ Мультивака после долгого «мышления» таков: «недостаточно данных для содержательного ответа».
История со временем переходит в более поздние эпохи человеческого и научного развития. В каждой из этих эпох кто-то решает задать окончательный «последний вопрос» относительно разворота и уменьшения энтропии. Каждый раз, в каждой новой эре, очередным потомкам Мультивака задают этот вопрос, и он оказывается неспособным решить проблему. Каждый раз, все, что он может ответить это (все более сложно, лингвистически): «пока ещё недостаточно данных для содержательного ответа».
В последней сцене богоподобный потомок человечества (представляющий из себя объединённый мыслительный процесс более чем триллиона, триллиона, триллиона людей, которые распространились по всей Вселенной) наблюдает, как последние звезды умирают одна за другой, как материя и энергия заканчиваются, а вместе с ней — пространство и время.
Человечество задает вопрос АК (по тексту произведения упоминается, что это аббревиатура словосочетания "аналоговый компьютер"), конечному потомку Мультивака (Вселенский АК), который существует в гиперпространстве за пределами гравитации или времени, вопрос об энтропии в последний раз, прежде чем последний из человечества сливается с АК и исчезает. АК все ещё не может ответить, но продолжает размышлять над этим вопросом даже после того, как пространство и время перестанут существовать.
В конце концов AК обнаруживает ответ, но вокруг нет никого, кому можно было бы сообщить об этом; Вселенная уже мертва. Поэтому он решает ответить демонстрацией, так как это также создаст кого-то, чтобы дать ответ. История заканчивается заявлением Вселенского АК:
И АК сказал: «Да будет свет!». И появился свет…

## Русские переводы
- Е. Дрозд (Последний вопрос), 1990 — 3 изд.
- В. Кан (Последний вопрос), 1990 — 1 изд.
- В. Гольдич, И. Оганесова (Последний вопрос), 1996 — 4 изд.